# Tossinola lamellata
Tossinola lamellata är en stekelart som först beskrevs av Pierre L. G. Benoit 1955.  Tossinola lamellata ingår i släktet Tossinola och familjen brokparasitsteklar. Inga underarter finns listade i Catalogue of Life.